# Előváros
Az előváros általában nagyváros perifériáján, közigazgatási határain kívül fekvő, önálló közigazgatással rendelkező  település, amely a nagyváros agglomerációjához tartozik. A statisztikák különböztetnek aszerint, hogy demográfiai adat csak a nagyváros közigazgatási területére vonatkozik, vagy az elővárosokkal együtt számítva. (Ez akár milliós eltérést is eredményezhet.) Az elővárost szoros gazdasági, kulturális és közlekedési kapcsolatok fűzik a nagyvároshoz.